# 永義國際
永義國際集團有限公司（港交所：1218）是香港一家上市公司，業務包括物業管理，投資，發展及金融服務 。
公司總部位於長沙灣，主席兼首席行政總裁為前主席官永義女兒官可欣。

## 公司歷史
永義國際由官永義於1981年成立，當時永義集團主要從事製衣生意。永義國際於1995年於香港交易所上市，當時永義國際持有女性服裝品牌Library。1997年10月，永義國際以逾13億元收購瑞興百貨，但受到亞洲金融風暴的影響，最終要出售物業套現，並結束所有Library分店。
2014年4月，永義國際公布，該公司以2.37億元購入銅鑼灣勿地臣街15號A、B舖，合共實用面積約675方呎，呎價約35萬元。購入上述物業後，永義將持有勿地臣街15號全部100%業權，該公司將繼續收購毗鄰之勿地臣街11、13號作重建用途。資料顯示，原業主於1992年以685萬元購入上述舖位，現持貨22年，帳面獲利近2.3億元，即33.5倍。

## 已落成物業
- 旺角花園廣場 (Fa Yuen Plaza)
- 何文田勝利道1號 （One Victory）
- 何文田雋瓏 （Paxton)
- 九龍塘雋睿 (Ayton)
- 九龍塘晟林 (La Salle Residence) (落成後整幢售予福晟國際)
- 紅磡漆咸道北470、472、474、476及478號，項目地盤面積約4,685方呎，以商住物業發展地積比率為9倍，最高可建樓面面積約42,165方呎。

## 外部連結
- 永義國際集團有限公司網站 （页面存档备份，存于）